# Guyancourt
Guyancourt je město v jihozápadní části metropolitní oblasti Paříže ve Francii v departmentu Yvelines a regionu Île-de-France. Od centra Paříže je vzdálené 22,2 km.

## Geografie
Městské čtvrti: Centrum, Bouviers, Garennes, Europe, Pont du Routoir, Saules, Parc, Chênes, Sangliers, La Minière a Villaroy.
Sousední obce: Buc, Saint-Cyr-l'École, Toussus-de-Noble a Voisins-le-Brettoneux.
Územím obce protéká řeka Bievre.

## Vývoj počtu obyvatel
Počet obyvatel

## Partnerská města
- Comé, Benin
- Linlithgow, Spojené království
- Pegnitz, Německo